# Bigues i Riells
Bigues i Riells del Fai è un comune spagnolo di 5 914 abitanti situato nella comunità autonoma della Catalogna.